# Yasunari Kawabata
Yasunari Kawabata (川端 康成 Kawabata Yasunari, Osaka, 11 de junio de 1899-Zushi, 16 de abril de 1972) fue un escritor japonés, destacado junto a otros maestros nipones del siglo XX, como Ryūnosuke Akutagawa, Jun'ichirō Tanizaki, Osamu Dazai o Yukio Mishima, de quien fue amigo y mentor. Kawabata fue el primer japonés que obtuvo el Premio Nobel de Literatura 1968 y el segundo asiático tras Rabindranath Tagore.

## Biografía
Kawabata nació en Osaka, el 11 de junio de 1899, en el seno de una familia acomodada (su padre era médico). A los cuatro años de edad quedó huérfano, por lo cual fue enviado a vivir con sus abuelos paternos. Su hermana mayor fue adoptada por una tía y la volvería a ver tan solo una vez más, cuando la niña tenía diez años (su hermana murió a los once años). Su abuela murió en 1906 y su abuelo en 1914, cuando Yasunari contaba con aproximadamente quince años.
Tras la muerte de sus abuelos paternos, Kawabata se fue a vivir con sus abuelos maternos (los Kuroda). Sin embargo, en enero de 1916 se trasladó a una pensión, cerca de una escuela a la cual se llegaba en tren y se graduó en 1917. En 1920 ingresó a la Universidad de Tokio en la carrera de literatura en lengua inglesa, y un año después se cambió a la de literatura japonesa. Mientras cursaba la Universidad, revivió la revista literaria Shinjichō (新思潮?   literalmente, la nueva tendencia del pensamiento) donde publicó algunos de sus trabajos, con lo que se abrió camino en el mundo literario.

### Primer amor y ambición de convertirse en novelista
En marzo de 1915, ingresó en un internado de una escuela secundaria, recogido en Volumen suplementario 1, Diario, 1984, pp. 141-142, donde Yasunari comenzó su vida, y en su pupitre del dormitorio exhibía una de las fotografías más bellas de su difunto padre Eikichi, un niño hermoso, Dos alumnos de cursos inferiores, Souichi Oyake y Youmasa Ogata, también estaban en la escuela. Oyake y Yasunari nunca intercambiaron palabras en aquella época, pero Oyake era una estrella entre los chicos como famoso colaborador de revistas como Middle School World y Boys' World. Yasunari fue miembro de la Escuela Shirakaba, entre los que se encontraban Mushanokoji Saneatsu, Boss Shoken, Osamu Ema, Torusei Horikoshi, Junichiro Tanizaki, Yayoko Nogami, Akiyoshi Tokuda, Dostoievski, Chéjov Antón Chéjov, El cuento de Genji, El libro de la almohada, etc., se obsesionó con la literatura de Gion y  Río Kamo Hanayagi representada por Mikihiko Osada, yendo a veces solo a Kioto y paseando hasta altas horas de la noche.
Cuando una obra de su compañero de clase Masamitsu Shimizu se publicó en el semanario local Keihan Shimpo, el deseo de Yasunari de ver sus escritos en letra impresa comenzó a crecer, y empezó a enviar tankas al Mundo de la escritura y a otras publicaciones, pero todas ellas fueron infructuosas y recibieron poca respuesta, lo que le llevó a la decepción y a la desesperación. En su diario de esta época, escribió: "Los estudios de inglés se han vuelto muy desorganizados. No debería ser así. Estoy decidido a escribir novelas en lenguas extranjeras libremente en inglés, francés, ruso, alemán y otros idiomas, y sigo pensando en el Premio Nobel.".
Decidido, Yasunari visitó el Keihan Shimpo el 18 de febrero de 1916 (Taisho 5) y conoció a un amable joven reportero literario juvenil llamado Kobayashi, que le ayudó a conseguir que se publicaran su pequeña obra "Al teniente H", relatos cortos y poemas breves. En abril, se convirtió en el jefe del dormitorio. Durante esta vida en el dormitorio, Yasunari desarrolló un inocente afecto por Seino (cuyo nombre real era Yoshito Ogasawara), un estudiante de segundo año de la misma habitación, y tuvieron una relación amorosa homosexual (sin intimidad física) (Take Hayashi, 1976, pp. 55-96), y escribió en su diario que "Ogasawara es un chico realmente puro y tan tierno que estaría encantado de tener a una mujer así como esposa". Este amor juvenil sería luego narrado por Kawabata en su obra Shōnen (1952), en la que incluyó fragmentos de su diario y correspondencia entre ambos.
Kawabata recuerda que "cuando era estudiante, todavía me tentaban más los chicos que las chicas". Él y Yoshito Ogasawara mantuvieron correspondencia después de que Yasunari se graduara en la escuela secundaria y se trasladara a Tokio, y continuó visitando la casa familiar de Ogasawara tras ingresar en el Ichiko y en la Universidad Imperial. Yasunari escribió en la última mitad de una carta que se quedó para enviar a Ogasawara que "amaba tus dedos, manos, brazos, pecho, mejillas, párpados, lengua, dientes y piernas" (esta última parte de la carta fue presentada como composición en una clase en Ichiko)

La familia de Ogasawara Yoshito vivía en la prefectura de Kioto ciudad de Kioto Shimogyo-ku, aldea de Kamisaga (actual Ukyo-kuSagano), y la familia era seguidora del Oomoto-kyo. Yoshito Ogasawara nació el 11 de noviembre de 1900. Era el tercero de cinco hijos y tres hijas y el hijo mayor. Su abuelo, Yataro Yoshinobu, era un guerrero del clan Kii (familia Takatenjin Ogasawara). El gran antepasado fue Shinra Saburo Yoshimitsu, hermano menor de Seiwa Genji Minamoto no Yoshie, y la nariz del familia Ogasawara fue Nagakiyo. El padre de Yoshito, Yoshiyuki, era el segundo hijo de Gisaburo Mori, un guerrero del clan Kii, e hijo adoptivo de Yoshinobu. Su madre, Hisa, era la hija mayor del guerrero del clan Kaga y gonadoyaku Kaoru Iimori

En su experiencia con Yoshito Ogasawara, Yasunari experimentó "una sensación de paz que nunca antes había sentido en su vida", y pudo "ver la luz del camino de la aspiración para escapar de aquello a lo que se había apegado", habiendo sido prisionero de "sentimientos de orfandad". Kawabata describió su relación con Seino (Ogasawara Yoshito) como "el primer amor que conocí en mi vida" y "mi primer amor", y dijo.
{Ella dice:  "Este amor me calentó, me purificó, me salvó. Seino era un niño puro e inocente que no pertenecía a este mundo. Desde entonces hasta la edad de cincuenta años, parece que nunca he encontrado este tipo de amor. |Kawabata Yasunari, "Dokage Jimei" 
En septiembre de ese mismo año, Nakajo Yuriko, que tenía la misma edad que Yasunari, publicó su primera novela en Chūō Kōron por recomendación de Tsubouchi Shōyō, sorprendiendo a Yasunari, que era un "yo de provincias", y fue por entonces cuando empezó a moverse poco a poco en su interior el deseo de establecer conexiones con los círculos literarios centrales. Ese mismo año, a través de la presentación de su primo materno, Yoshiai Akioka, que había apoyado las aspiraciones de Yasunari de convertirse en escritor, inició correspondencia con Shutaro Nanbu, un escritor en ascenso en Sanda Bungaku que era amigo de Yoshiai. En otoño de ese año, la finca familiar en Pueblo ToyokawaOaza Shukukusho, donde vivía con su abuelo, fue vendida a un miembro de la rama familiar, Kawabata Iwajiro (yerno de la hermana de Kawabata Matsutaro).

### Desarrollo
En 1924 terminó la Universidad, y apareció el primer número de Bungei-jidai (文芸時代, Época del Arte Literario), una revista de un grupo de intelectuales al que pertenecía. Esta publicación reunía a nuevos y prometedores literatos que al escribir utilizaban un estilo (el "Shinkankaku-ha" 新感覚派, la nueva escuela de las sensaciones) donde la composición constaba en la aprehensión sensitiva de la realidad a la manera de los intelectuales. Debutó como escritor al publicarse La bailarina de Izu en 1927, alcanzando la consagración en Japón diez años más tarde con País de nieve.
Además de escritor, trabajó como reportero, sobre todo para el Manichi Shimbun. A pesar de que se apartó del fervor que acompañó a la Segunda Guerra Mundial, tampoco mostró mucho interés en las reformas políticas de la postguerra. Y junto con la muerte de sus familiares durante su juventud, Kawabata señalaba que la guerra fue una de sus mayores influencias, expresando que solo podía escribir elegías en el Japón de la postguerra; aun así, muchos críticos no detectaron un gran cambio en los escritos de Kawabata antes y después de la guerra.
Recibió la medalla Goethe en Fráncfort en 1959. Ganó el Nobel de literatura en 1968, y dio el discurso llamado "Yo, del bello Japón" (美しい日本の私 Utsukushii Nihon no watashi?). El 16 de abril de 1972, enfermo y deprimido, dolido sin duda por la muerte de su amigo Yukio Mishima, que lo había definido como un "viajero perpetuo", se suicidó en un pequeño apartamento a orillas del mar, se cree que inhalando gas. Ese mismo año se publicó póstumamente la biografía ficticia El maestro de Go.
Sus libros más conocidos en Occidente son País de nieve (雪国 Yukiguni?), El maestro de Go, El sonido de la montaña, y La bailarina de Izu.

## Bibliografía

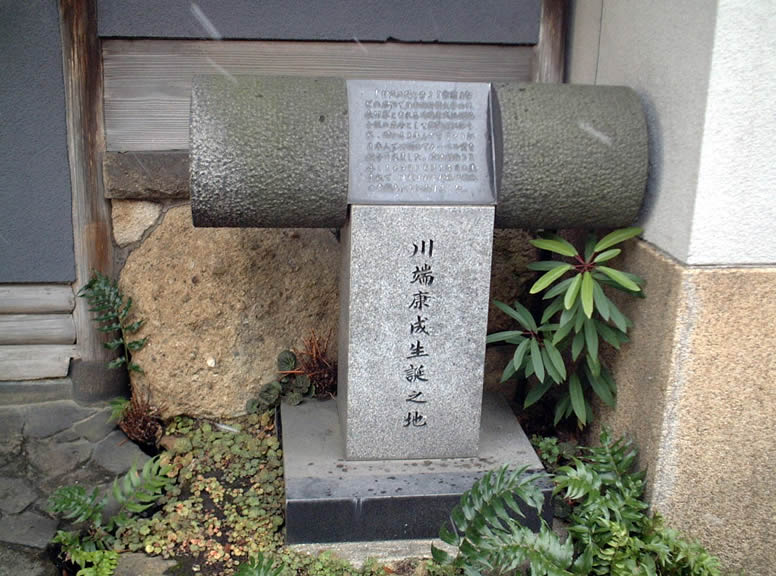
Monumento en el lugar de nacimiento de Yasunari Kawabata.

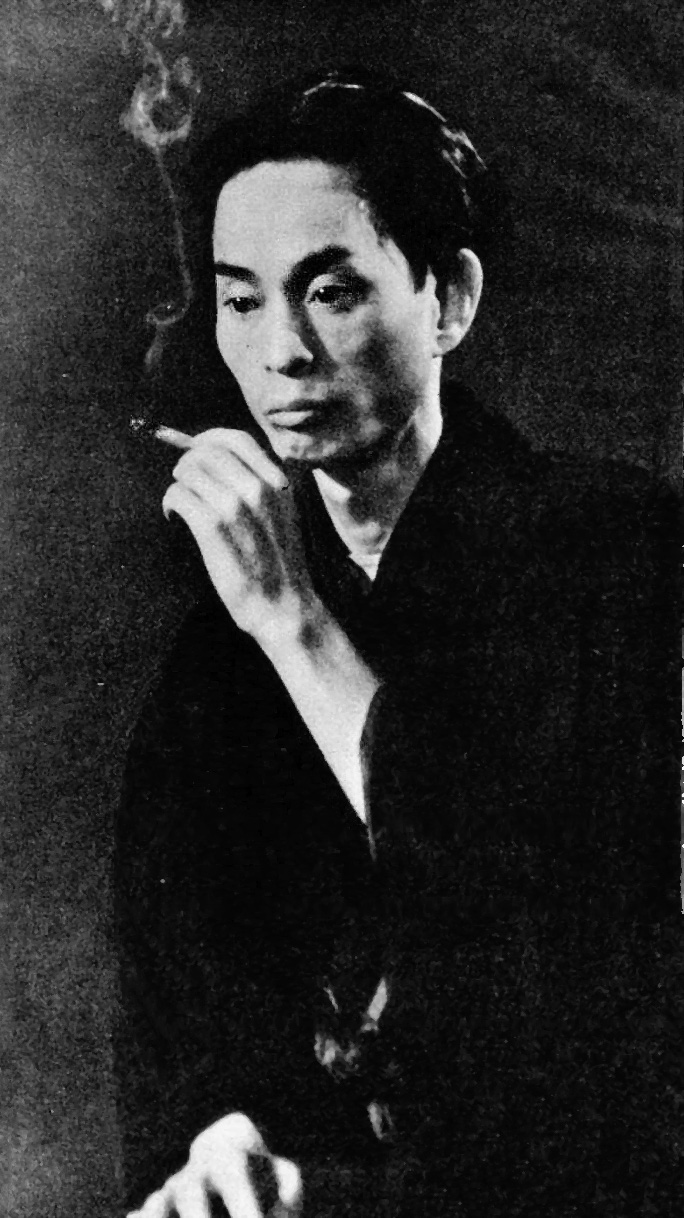
Kawabata en 1932.

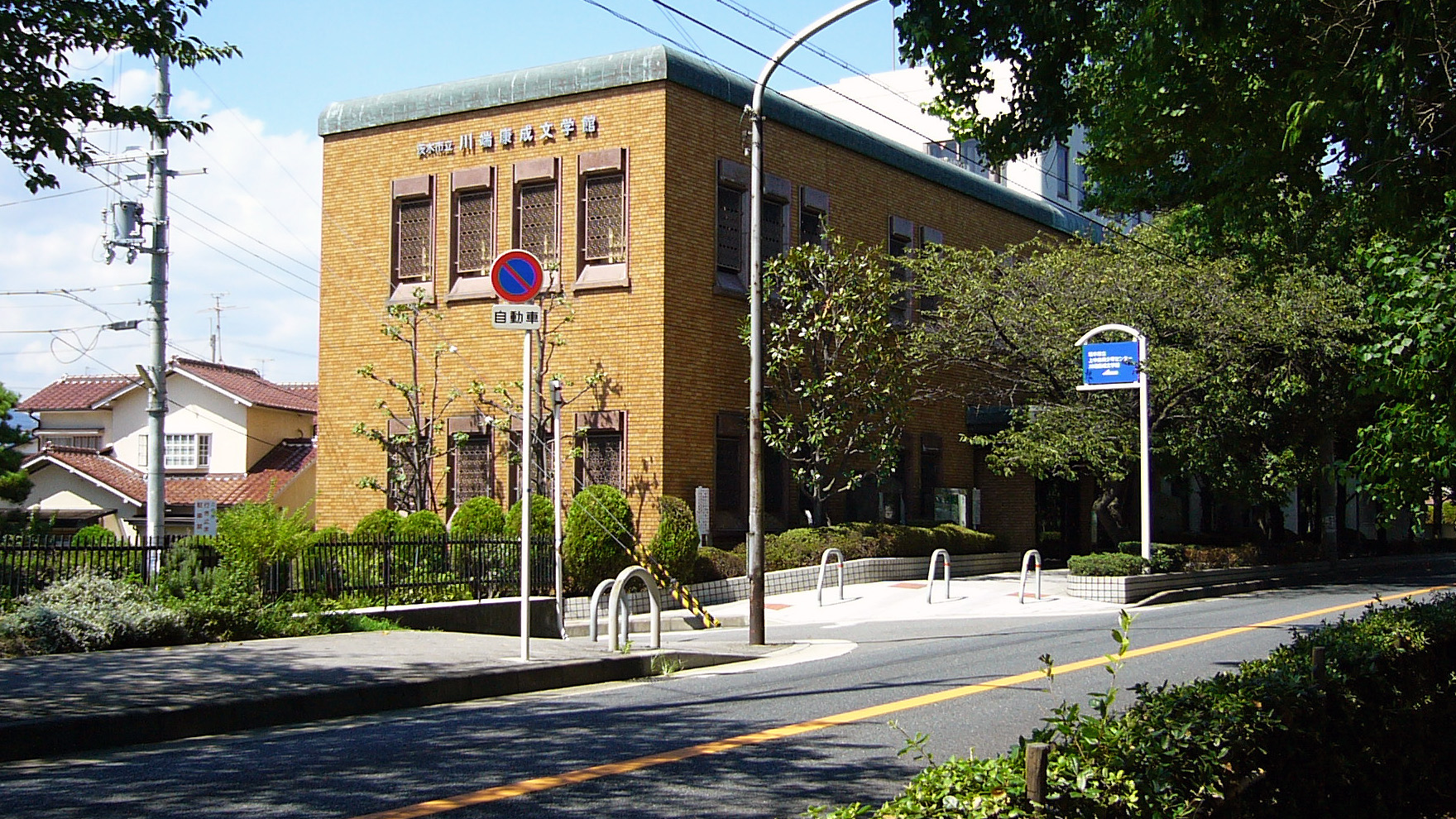
Museo de Yasunari Kawabata.

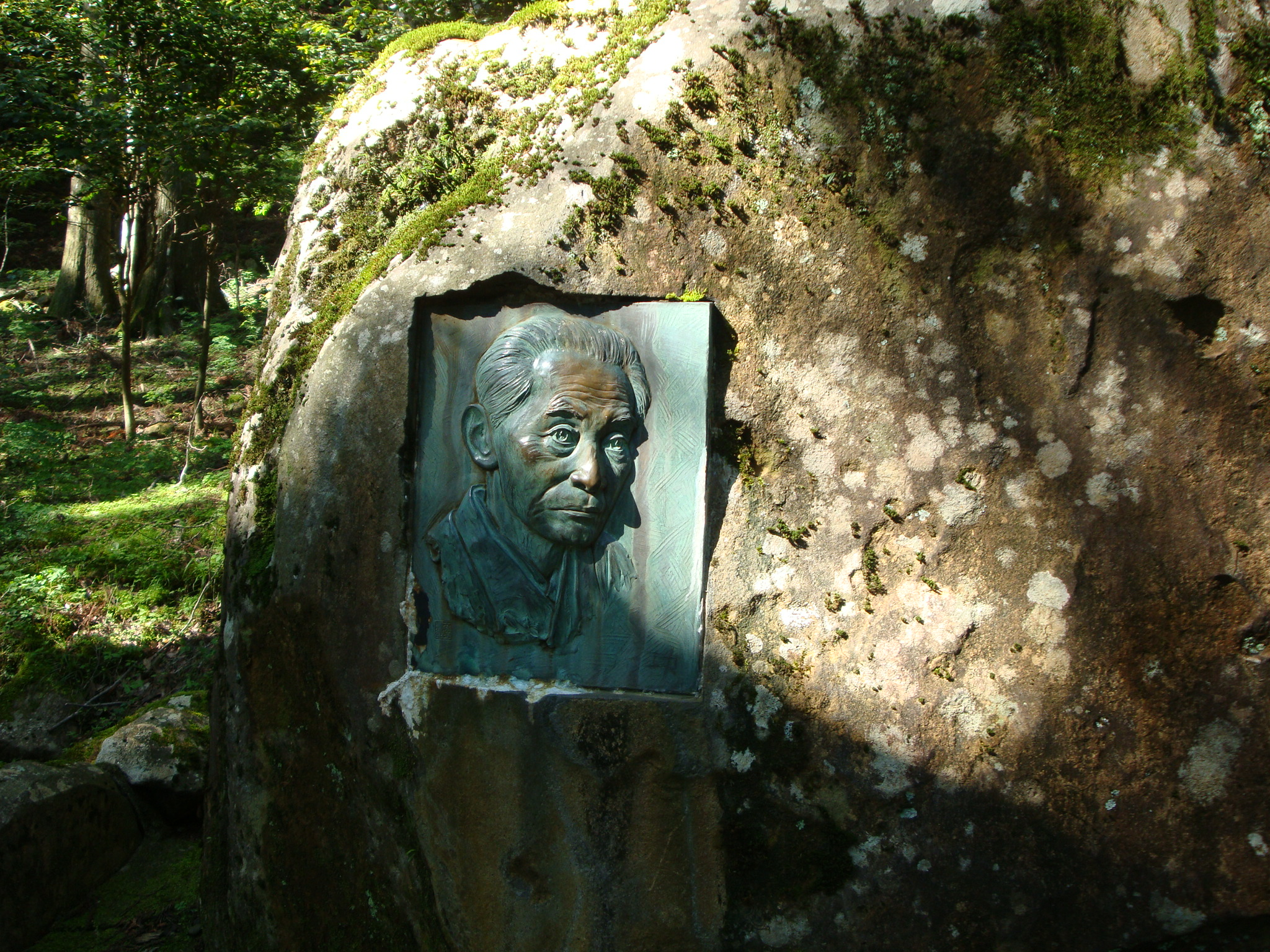
Retrato de Kawabata Yasunari.